# 布松德拉赫河
47°29′00″N 10°23′02″E / 47.48330°N 10.3839°E

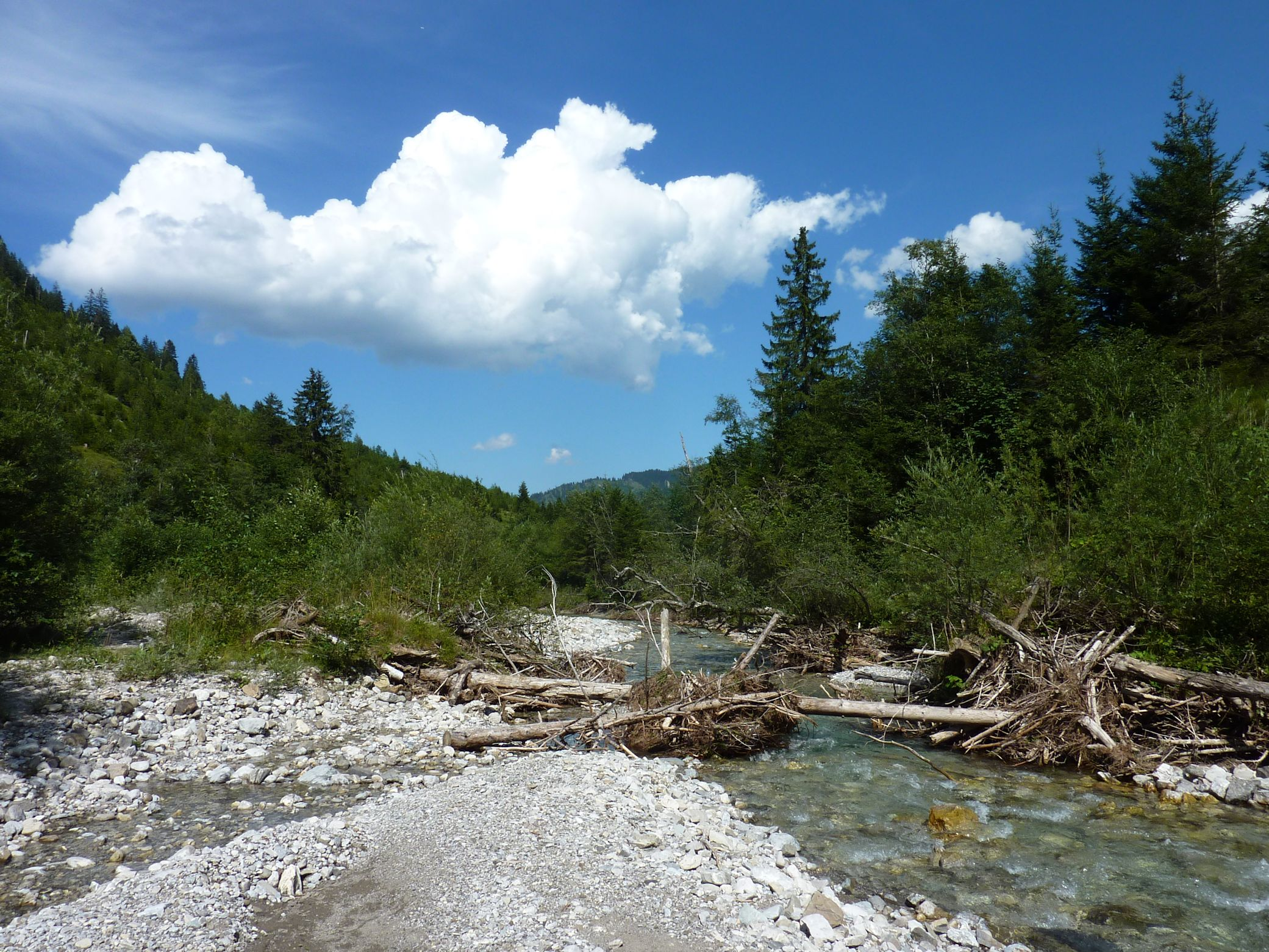

布松德拉赫河（德語：Bsonderach），是德國的河流，位於該國東南部，由巴伐利亞負責管轄，屬於奧斯特拉赫河的支流，河道全長9.1公里，流域面積21.6平方公里。